# Le Brigand Briquambroque (roman)
Pour l’article homonyme, voir Le Brigand Briquambroque (film).
Le Brigand Briquambroque (en allemand Der Räuber Hotzenplotz) est une série de romans créée entre 1962 et 1973 par l'écrivain Otfried Preußler.

## Série
Il existe trois contes sur Hotzenplotz :
- Le Brigand Briquambroque (1962)
- Des nouvelles du Brigand Briquambroque (1969)
- Briquambroque 3 (1973).

Ces trois livres ont été illustrés par l'artiste Josef Tripp, comme la plupart des œuvres de Preußler. Ces livres ont été traduits dans au moins 34 langues et venues à plus de six millions d'exemplaires.
En 2018, un autre manuscrit original de Preußler a été découvert, décrivant une autre aventure du Brigand Briquambroque. Destiné à l'origine à une pièce de théâtre de marionnettes, il a été publié fin mai 2018 avec l'autorisation et la coopération de la fille de Preußler, Susanne Preußler-Bitsch, et a été illustré par Thorsten Saleina et F. J. Tripp.

## Origine
Au début des années 1960, Ottfried Preußler travaille sans succès sur les premières approches de Krabat. N'y parvenant pas, il décide de changer et d'écrire quelque chose d'amusant. Il décide d'écrire un conte de clown (« Kasper » est un personnage de comédie typique en Allemagne), qui inclut tous les personnages typiques d'une histoire de clown : Kasperl (le clown), Seppel, la Grand-mère, le brigand, le policier (qui porte le nom bavarois d'Alois Dimpfelmoser, ainsi qu'un casque à pointe), le magicien (Petrosilius Zwackelmann) et d'autres. Preußler nomme le voleur d'après un village de Silésie, qui s'appelle Hotzenplotz en allemand et Osoblaha en tchèque. Ce nom a beaucoup impressionné Preußler durant son enfance, au point qu'il s'en souvient encore. Le livre est publié en 1962.
Le premier conte du brigand Hotzenplotz est très populaire auprès des lecteurs. À l'origine, Preußler ne prévoit d'écrire qu'un seul livre sur le brigand Hotzenplotz, mais, après avoir reçu des demandes d'enfants avec des suggestions détaillées pour d'autres livres, il décide sept ans après la publication du premier livre d'en rédiger un second. Ce dernier se finit également sur une intrigue non résolue, et Preußler reçoit de nouveau des lettres de lecteurs. Pour cette raison, il écrit un autre livre dans lequel il veille à ne pas laisser de fin ouverte. De plus, il explique à la fin du livre que c'était là définitivement son dernier conte de Kasper.

## Livres

### Le Brigand Briquambroque
Le malin brigand Briquambroque vole le moulin à café de la grand-mère de Kasperl, un objet précieux qui joue sa chanson préférée. Kasperl et Seppel décident de capturer Briquambroque eux-mêmes, ne faisant pas confiance au policier local, Alois Dimpfelmoser. Ils utilisent une boîte en bois remplie de sable pour suivre Briquambroque jusqu'à sa cachette. Cependant, Briquambroque découvre leur ruse et capture Kasperl et Seppel. Kasperl est vendu au magicien Petrosilius Zwackelmann, tandis que Seppel est forcé de travailler pour Briquambroque. Kasperl rencontre une fée transformée en crapaud, Amaryllis, qui l'aide à s'échapper avec une herbe magique. Zwackelmann, furieux, transforme Briquambroque en bouvreuil. Kasperl et Seppel utilisent les souhaits d'un anneau magique pour récupérer leurs objets et transformer Briquambroque en humain, qui est ensuite arrêté.

### Nouvelles du Brigand Briquambroque
Briquambroque s'échappe de prison en se faisant passer pour malade et capture Dimpfelmoser. Il se venge de Kasperl et Seppel en mangeant le dîner de leur grand-mère et en la kidnappant. Kasperl, Seppel et Dimpfelmoser tentent de le piéger avec une fausse carte au trésor, mais Briquambroque les enferme dans la caserne des pompiers. Ils s'échappent et, avec l'aide de la veuve Schlotterbeck et de son chien Wasti, transformé en crocodile, ils retrouvent Briquambroque. Wasti effraie Briquambroque, qui se rend. Briquambroque est transféré dans une prison plus sécurisée, et la grand-mère prépare un festin pour célébrer leur victoire.

### Briquambroque 3
Briquambroque est libéré de prison pour bonne conduite et décide d'abandonner sa vie de brigand. Il rend visite à la grand-mère de Kasperl et Seppel pour s'excuser, mais elle le retient prisonnier. Dimpfelmoser, désormais inspecteur en chef, le libère mais reste méfiant. Avec l'aide de la veuve Schlotterbeck et de son chien Wasti, ils surveillent Briquambroque, qui récupère de la poudre et des armes dans son ancienne cachette. Kasperl et Seppel tendent un piège à Briquambroque, mais il les convainc de sa bonne foi en détruisant ses armes. Cependant, Briquambroque est accusé à tort d'avoir volé la boule de cristal de Schlotterbeck. Kasperl et Seppel découvrent que Wasti a pris la boule de cristal, pensant que c'était une citrouille. Ils prouvent l'innocence de Briquambroque et utilisent une herbe magique pour transformer Wasti en chien. Briquambroque décide de rester et ouvre une taverne appelée « Le Repaire du Brigand ».

## Adaptations
L'oeuvre a été adaptée de nombreuses fois, dont un film : Le Brigand Briquambroque (film).